# Стратива (река)
Стратива (укр. Стратива) — левый приток Снова, протекающий по Стародубскому, Климовскому (Брянская область, Россия) и Семёновскому районах (Черниговская область, Украина).

## География
Длина — 23 км (в Черниговской области 14 км). Площадь водосборного бассейна — 153 км². Русло реки (отметки уреза воды) в верхнем течении (село Крутая Буда) находится на высоте 162,2 м над уровнем моря, нижнем течении (село Покровское) — 140,6 м.
Русло извилистое, шириной 5 м и глубиной 0,7-1,0 м. Пойма занята лугами и заболоченными участками, лесами. В верхнем течении у села Крутая Буда русло делится на две притоки. В верхнем течении (село Ломаковка, при впадении Жердвы) создан пруд.
Берёт начало на болотном массиве северо-восточнее села Красиловка (Стародубский район) и другой приток — южнее Красиловки и восточнее Крутой Буды. Река течёт на юго-запад, местами только на запад. Около 2 км в среднем течении служит государственной границей России и Украины. Впадает в Снов восточнее села Тимоновичи (Семёновский район).
Притоки (от истока к устью):
1. Жердка
2. Лубянка

Населённые пункты на реке (от истока к устью):
Стародубский район
1. Красиловка
2. Крутая Буда
3. Алейниково
4. Стратива
5. Ломаковка

Семёновский район
1. Янжулевка (до 2016 года — Жовтневое)
2. Покровское
3. Медведевка